# Marc Rovirola
Marc Rovirola Moreno (Cornellà de Terri, provincia de Gerona, España, 12 de septiembre de 1992) es un futbolista retirado español, que se desempeñaba como mediocentro.

## Trayectoria
Se formó en las categorías inferiores del Girona FC.
Ha pasado por clubes como el UE Llagostera, el CF Fuenlabrada, el Albacete Balompié y el Atl. Baleares.
El 9 de septiembre de 2020, llega libre a la Cultural y Deportiva Leonesa firmando por 1 temporada.

## Clubes
| Club                         | País   | Año       |
| ---------------------------- | ------ | --------- |
| Girona FC B                  | España | 2011-2015 |
| UE Llagostera                | España | 2015      |
| CF Fuenlabrada               | España | 2015-2016 |
| UE Llagostera                | España | 2016      |
| Albacete Balompié            | España | 2016-2018 |
| Atl. Baleares                | España | 2018-2020 |
| Cultural y Deportiva Leonesa | España | 2020-2022 |